# Comèdia de terror

La comèdia de terror és un gènere literari, televisiu i cinematogràfic que combina elements de la comèdia i la ficció de terror, ja sigui en forma de comèdia negra o paròdia. La comèdia de terror sovint parodia els tòpics del cinema de terror com a font principal d'humor o utilitza aquests elements per a menar la història en una direcció diferent. Alguns exemples de pel·lícules de comèdia de terror són Abbott i Costello Meet Frankenstein (1948), Un home llop americà a Londres (1981), Possessió infernal (1981), Gremlins (1984), Re-Animator (1985), Clínicament morta (1992), El día de la bestia (1995), Shaun of the dead (2004), Zombis nazis (2009) i The Cabin in the Woods (2011).

## A la literatura
El terror i la comèdia s'han associat entre si des dels primers dies de les novel·les de terror. L'escriptor Bruce G. Hallenbeck cita el conte de 1820 «La llegenda de Sleepy Hollow» de Washington Irving com «la primera gran història de comèdia de terror».
Poc després de la publicació del Frankenstein de Mary Shelley, en van aparèixer paròdies còmiques. Edgar Allan Poe va servir-se de l'humor i l'horror en la seva obra, i nombrosos autors del segle xix van utilitzar l'humor negre en les seves històries de terror. L'autor Robert Bloch els va anomenar «les dues cares de la mateixa moneda».

## Al cinema

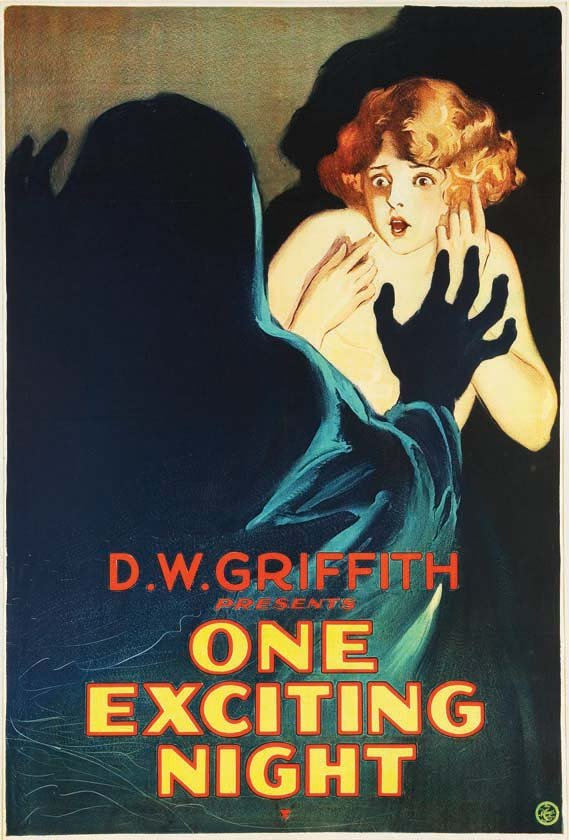

A les pel·lícules de comèdia de terror, l'humor negre és un element comú. Tot i que les pel·lícules de comèdia de terror fan por al públic, també proporcionen alguna cosa que les pel·lícules de terror dramàtiques no ofereixen: «el permís de riure's de les pròpies pors, de poder a xiular i cridar al cementiri cinematogràfic, i sentir-te segur sabent que els monstres no poden fer res».
A l'era del cinema mut, el material d'origen de les primeres pel·lícules de comèdia de terror provenia de les representacions escèniques en lloc de la literatura. Un exemple, The Ghost Breaker (1914), es va basar en una obra de teatre de 1909, tot i que els elements de terror de la pel·lícula eren més interessants per al públic que els elements de la comèdia. Als Estats Units d'Amèrica després del trauma de la Primera Guerra Mundial, el públic cinematogràfic buscava veure horror a la pantalla però matisat amb humor. La pel·lícula de comèdia de terror «pionera» va ser One Exciting Night (1922), escrita, dirigida i produïda per D.W. Griffith. La pel·lícula inclou actuacions còmiques de blackface i imatges d'un cicló tropical per a una tempesta climàtica. Com a primer experiment, els diferents gèneres no estaven ben equilibrats entre el terror i la comèdia, i les pel·lícules posteriors van millorar l'equilibri i van adoptar enfocaments més sofisticats.
Algunes pel·lícules de comèdia de terror, com ara la saga Scary Movie o A Haunted House, també funcionen com a paròdies de pel·lícules de terror populars.

## A la televisió
Alguns exemples de comèdia de terror a la televisió es remunten a les comèdies de situació The Munsters i La família Addams i, més recentment, les espantoses bufetades d'Ash vs Evil Dead i Stan Against Evil, el fals documental What We Do in the Shadows, Wellington Paranormal, comèdies com ara Todd and the Book of Pure Evil, Shining Vale, Gravity Falls, Wednesday i Santa Clarita Diet, i dibuixos animats com Beetlejuice, Courage the Cowardly Dog, School for Vampires i Scooby-Doo.